# Lühua
Lühua (kinesiska: 绿华) är en köping i Kina. Den ligger i stadsdistriktet Chongming i storstadsområdet Shanghai, i den östra delen av landet, omkring 64 kilometer norr om den centrala stadskärnan. Antalet invånare är 7 061. Befolkningen består av 3 564 kvinnor och 3 497 män. Barn under 15 år utgör 7,0 %, vuxna 15-64 år 76 %, och äldre över 65 år 15,0 %.